# Thallarcha
Thallarcha is een geslacht van vlinders van de familie spinneruilen (Erebidae).

## Soorten
- T. albicollis Felder, 1875
- T. aurantiaca Lucas, 1890
- T. bivinculata van Eecke, 1920
- T. catasticta Lower, 1915
- T. cosmodes Turner, 1940
- T. chrysochares Meyrick, 1886
- T. epigypsa Lower, 1902
- T. eremicola Pescott, 1951
- T. erotis Turner, 1914
- T. fusa Hampson, 1900
- T. fuscogrisea Rothschild, 1913
- T. gradata Lucas, 1890
- T. homoschema Turner, 1940
- T. infecta van Eecke, 1920
- T. irregularis Lucas, 1890
- T. isophragma Meyrick, 1886
- T. jocularis Rosenstock, 1885
- T. lechrioleuca Turner, 1940
- T. leptographa Turner, 1899
- T. lochaga Meyrick, 1886
- T. macillenta Lucas, 1893
- T. mochlina Turner, 1899

- T. multifasciata Holloway, 1979
- T. oblita Felder, 1875
- T. ombrophanes Meyrick, 1886
- T. pallida Lucas, 1891
- T. partita Walker, 1869
- T. pellax Turner, 1940
- T. phalarota Meyrick, 1886
- T. punctulata van Eecke, 1920
- T. rhaptophora Lower, 1914
- T. sparsana Walker, 1863
- T. staurocolla Meyrick, 1886
- T. stramenticolor Turner, 1940
- T. trissomochla Turner, 1940
- T. zophophanes Turner, 1940